# 普度大學工業工程學系
普度大學工業工程學系(院) (School of Industrial Engineering, Purdue University)是普度大學工學院底下的院系(School)之一。
普度大學工業工程學系已有超過50年的歷史 (美国普渡大学工业工程50周年纪念片 )，在美國及世界工業工程歷史上占有重要的地位。
Frank Gilbreth （页面存档备份，存于） and Lillian Moller Gilbreth （页面存档备份，存于） 在此研究人類動作與工作流程的關聯，建立了人因工程学的基礎；Gilbreth夫婦被普遍認為是最著名工業工程创始人之一。
Alan Pritsker （页面存档备份，存于） 在1970年到1998年間，則開創了模擬學的黃金時代，他的模擬語言SLAM在全世界都被廣泛性地使用。
Gavriel Salvendy 所主编的工业工程手册在国际上被公认为权威著作；2001年10月，清华大学聘Gavriel Salvendy担任清华大学工业工程系第一任系主任，开外国学者任清华系主任的先河，為美國與中國工業工程界建立了良好的溝通。
在美國工業工程學界當中，普度大學工業工程學系長期被視為頂尖學校之一，在過去的15年中，得到IIE的13次金牌獎(Gold Award)。
普度大學工業工程學系下設四大研究方向：人因工程学 (Human Factors （页面存档备份，存于）)，製造工程 (Manufacturing （页面存档备份，存于）)，运筹学 (Operations Research （页面存档备份，存于）)，生產系統(Production Systems （页面存档备份，存于）)。
現任系主任為 Abhijit Deshmukh。

### 著名退休教授
- Gavriel Salvendy，美国工程院院士，长期从事人因工程学和工教学的研究并取得卓越的成就。普度大學每二年為其舉辦一次萨文迪論壇。
- James Barany 在普度工業工程作育英才超過60年。
- Alan Pritsker （页面存档备份，存于）, 以模擬學聞名。
- Bruce Schmeiser 以模擬學聞名。
- W. Compton
- James Solberg
- Shreeram Abhyankar （页面存档备份，存于）, 數學家。以 Abhyankar's conjecture of finite group theory聞名。
- Arnold Sweet